# Germán Ferreyra
Germán Julio Ferreyra (González Catán, 13 gennaio 1996) è un calciatore argentino, centrocampista del Melbourne City.

## Caratteristiche tecniche
È un mediano.

## Carriera

### Club
Cresciuto nelle giovanili del Vélez Sarsfield, ha esordito l'11 aprile 2015 in occasione del match pareggiato 2-2 contro il Godoy Cruz.

### Nazionale
Nel 2013 ha partecipato ai Mondiali Under-17.

## Statistiche

### Presenze e reti nei club
Statistiche aggiornate al 6 dicembre 2024.
| Stagione        | Squadra           | Campionato      | Campionato | Campionato | Coppe nazionali | Coppe nazionali | Coppe nazionali | Coppe continentali | Coppe continentali | Coppe continentali | Altre coppe | Altre coppe | Altre coppe | Totale | Totale | Totale |
| Stagione        | Squadra           | Comp            | Pres       | Reti       | Comp            | Pres            | Reti            | Comp               | Pres               | Reti               | Comp        | Pres        | Reti        | Pres   | Reti   |        |
| --------------- | ----------------- | --------------- | ---------- | ---------- | --------------- | --------------- | --------------- | ------------------ | ------------------ | ------------------ | ----------- | ----------- | ----------- | ------ | ------ | ------ |
| 2015            | Vélez Sarsfield   | PD              | 2          | 0          | CA              | 0               | 0               |                    | -                  | -                  |             | -           | -           | 2      | 0      |        |
| 2016            | Arsenal Sarandí   | PD              | 3          | 1          | CA              | 0               | 0               |                    | -                  | -                  |             | -           | -           | 3      | 1      |        |
| 2016-2017       | Unión La Calera   | 1B              | 23         | 2          | CC              | 0               | 0               |                    | -                  | -                  |             | -           | -           | 23     | 2      |        |
| 2016-2017       | Arsenal Sarandí   | PD              | 0          | 0          | CA              | 0               | 0               | CS                 | 2                  | 0                  |             | -           | -           | 2      | 0      |        |
| 2017-2018       | Arsenal Sarandí   | PD              | 16         | 1          | CA              | 0               | 0               |                    | -                  | -                  |             | -           | -           | 16     | 1      |        |
| Totale Arsenal  | Totale Arsenal    | Totale Arsenal  | 19         | 2          |                 | 0               | 0               |                    | 2                  | 0                  |             | -           | -           | 21     | 2      |        |
| 2019            | Racing Montevideo | PD              | 16         | 0          |                 | -               | -               |                    | -                  | -                  |             | -           | -           | 16     | 0      |        |
| 2020-2021       | Akron Togliatti   | PNL             | 13         | 0          | KR              | 0               | 0               |                    | -                  | -                  |             | -           | -           | 13     | 0      |        |
| 2021-2022       | Enisej            | PNL             | 28         | 1          | KR              | 6               | 0               |                    | -                  | -                  |             | -           | -           | 34     | 1      |        |
| 2022-2023       | Enisej            | PNL             | 26         | 1          | KR              | 2               | 0               |                    | -                  | -                  |             | -           | -           | 28     | 1      |        |
| 2023-2024       | Enisej            | PNL             | 21         | 2          | KR              | 2               | 0               |                    | -                  | -                  |             | -           | -           | 23     | 2      |        |
| Totale Enisej   | Totale Enisej     | Totale Enisej   | 75         | 4          |                 | 10              | 0               |                    | -                  | -                  |             | -           | -           | 85     | 4      |        |
| 2024-2025       | Melbourne City    | AL              | 4          | 0          | CA              | 1               | 0               |                    | -                  | -                  |             | -           | -           | 5      | 0      |        |
| Totale carriera | Totale carriera   | Totale carriera | 152        | 6          |                 | 11              | 0               |                    | 2                  | 0                  |             | -           | -           | 165    | 4      |        |

## Palmarès
- Campionato australiano: 1

Melbourne City: 2024-2025